# Stéphanie Frappart

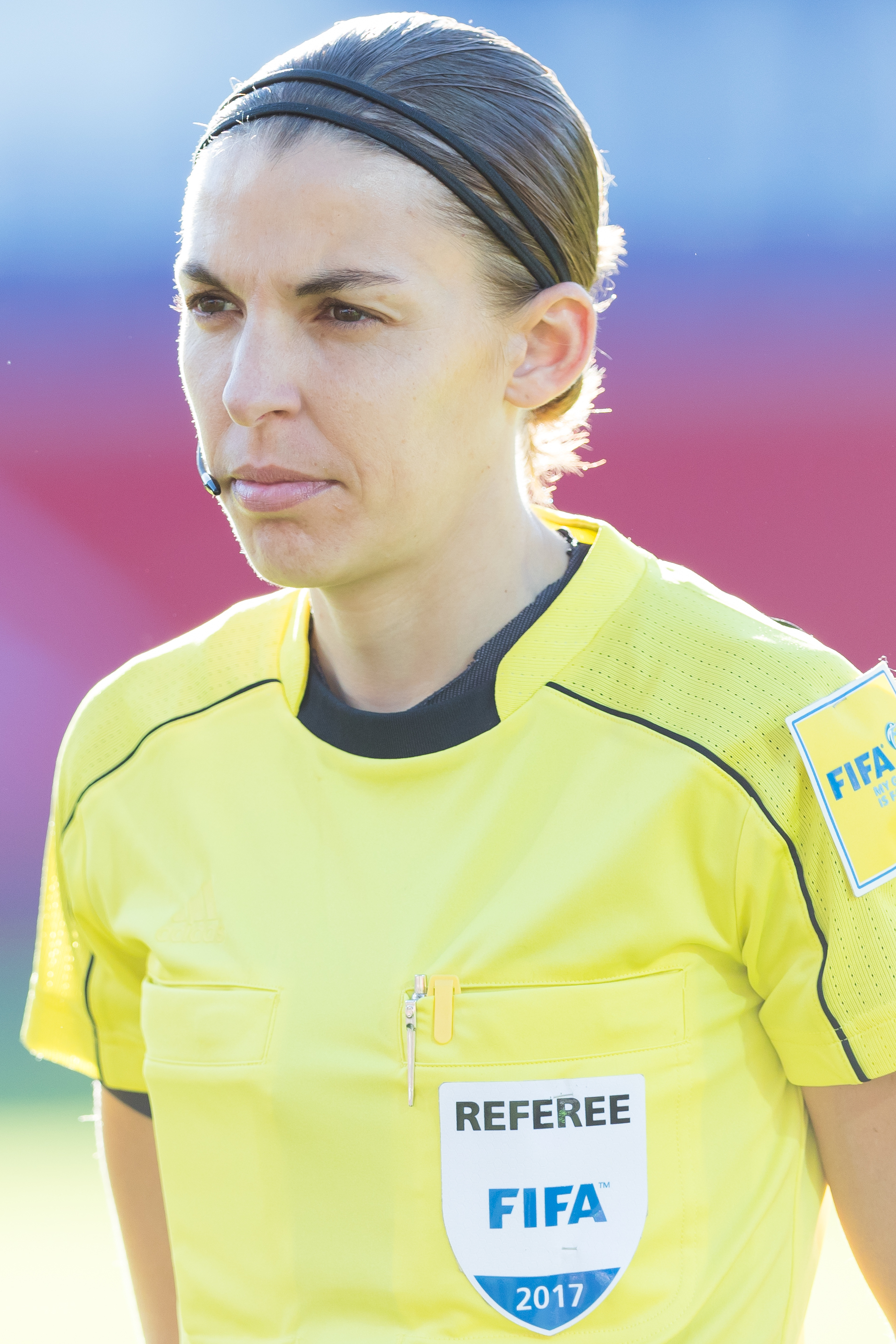
Stéphanie Frappart (2017)

Stéphanie Frappart (* 14. Dezember 1983 in Le Plessis-Bouchard, Département Val-d’Oise) ist eine französische Fußballschiedsrichterin. 

## Karriere

### National
Die 1,64 m große Stéphanie Frappart spielte seit ihrem zehnten Lebensjahr in Herblay-sur-Seine und bei CS Pierrelaye selbst als Mittelfeldspielerin Fußball. Schon während dieser Jahre ließ sie sich zur Schiedsrichterin ausbilden, „um die Regeln besser kennenzulernen“. Mit Beginn ihrer Volljährigkeit entschied sie, sich ausschließlich auf die Schiedsrichterei zu konzentrieren. In dieser Rolle stieg sie schnell und „in beeindruckender Regelmäßigkeit“ Stufe um Stufe auf. Bereits als 19-Jährige wurde sie nicht nur im Frauen-, sondern auch im Männerspielbetrieb (siebte Liga) eingesetzt. Ab 2009 durfte sie in der vierten und zwei Jahre später – als erst zweite Französin nach Nelly Viennot – auch in der dritten Liga der Männer Pflichtspiele leiten. Während Viennot in der zweiten Liga nur an der Seitenlinie eingesetzt wurde, wurde Frappart auch auf diesem Niveau mit Spielleitungen betraut. Ihre erste Ansetzung dort war eine Partie zwischen Chamois Niort und Stade Brest Anfang August 2014. Seither hat sie 75 Ligue-2-Spiele gepfiffen, in denen sie 286 Verwarnungen und 18 Platzverweise erteilte. Im Pokalwettbewerb der Männer kam sie erstmals Anfang 2015 als Schiedsrichterin der Hauptrundenpartie zwischen Le Mans FC und FC Tours zum Einsatz; im Mai 2022 leitete sie das Finale dieses Wettbewerbs. Im April 2019 debütierte sie anlässlich zweier Punktspiele zwischen SC Amiens und Racing Strasbourg beziehungsweise OGC Nizza gegen den FC Nantes in der höchsten französischen Liga, in der sie ab der Saison 2019/20 regelmäßig Partien leitet (Arbitre Fédéral 1). (Stand: nach Saisonende 2018/19)
Im Frauenfußball gehörte neben zahlreichen Spielen der Division 1 Féminine ab 2003/04 die Leitung des französischen Pokalfinales der Frauen 2011 zwischen der AS Saint-Étienne und dem HSC Montpellier zu Frapparts bedeutendsten Auftritten als Schiedsrichterin. 2014 zeichnete die Profifußballergewerkschaft UNFP sie für ihre Leistungen mit einer ihrer Trophäen aus. Ihre zunehmende Verwendung im Männerbereich hatte zur Folge, dass sie in der höchsten französischen Frauenliga ab 2012 nicht mehr zum Einsatz kam. Neun Jahre später, Ende Mai 2021, leitete sie allerdings das De-facto-Endspiel der D1F zwischen Olympique Lyon und Paris Saint-Germain FC – ihre 36. Begegnung in dieser Spielklasse.
Hauptberuflich arbeitet Frappart für die Fédération Sportive et Gymnique du Travail (FSGT), den französischen Arbeitersportverband.

### International
Auf die FIFA-Schiedsrichterliste für internationale Einsätze kam Stéphanie Frappart 2011; seither leitete sie Jugend- und Frauenländerspiele, unter anderem 2013 und 2014 auch sechs WM-Qualifikationsbegegnungen. Ihr erstes Kontinentalturnier war die U-19-Europameisterschaft 2012 in der Türkei, bei der sie in drei Partien eingesetzt wurde, darunter auch im Endspiel zwischen Schweden und Spanien.
Zudem berücksichtigt die UEFA sie seit 2012 regelmäßig in der Women’s Champions League (13 Spielleitungen seit 2012/13); zuletzt pfiff sie dort im Herbst 2018 das Achtelfinal-Hinspiel zwischen dem FC Chelsea und den Frauen des AC Florenz. Auch beim Algarve-Cup wurde sie seit 2014 als Spielleiterin eingesetzt.
Ein weiterer Höhepunkt ihrer Karriere war die Berufung als eine von neun europäischen Schiedsrichterinnen bei der Fußball-Weltmeisterschaft der Frauen 2015 in Kanada.
Dort begann sie als 4. Offizielle beim Eröffnungsmatch; im weiteren Turnierverlauf leitete Stéphanie Frappart das Vorrundenspiel zwischen Australien und Nigeria sowie im Achtelfinale USA gegen Kolumbien.
Im Jahr darauf wurde sie zu Spielleitungen beim olympischen Frauenturnier in Brasilien und 2017 bei der Frauen-Europameisterschaft berufen. In den Niederlanden pfiff sie das Eröffnungsspiel zwischen den Gastgeberinnen und Norwegen, als weiteres Vorrundenspiel Schweden gegen Russland sowie erneut die Niederlande, diesmal im Halbfinale gegen England.
Auch bei der U-20-WM der Frauen 2018 war sie als Schiedsrichterin im Einsatz; dort leitete sie unter anderem das Finale.
Im Dezember 2018 wurde sie für die Fußball-Weltmeisterschaft der Frauen 2019 nominiert. Bei dieser Endrunde im eigenen Land leitete sie – mit Manuela Nicolosi und Michelle O’Neill an der Seitenlinie – zwei Gruppenspiele (Argentinien gegen Japan und Niederlande gegen Kanada), das Viertelfinale, in dem die Deutschen den Schwedinnen unterlagen, und schließlich auch noch das WM-Endspiel zwischen den USA und den Niederlanden.
Im August 2019 wurde mit Frappart von der UEFA erstmals eine Schiedsrichterin für ein bedeutendes internationales Pflichtspiel im Herrenfußball nominiert; so leitete sie am 14. August 2019 mit Nicolosi und O’Neill den UEFA Super Cup zwischen Champions-League-Sieger FC Liverpool und Europa-League-Sieger FC Chelsea in Istanbul. Ende des Jahres wurde Frappart von der IFFHS zur Weltschiedsrichterin 2019 gewählt. Als erste Frau leitete sie am 2. Dezember 2020 ein Champions-League-Spiel der Männer. Die Partie zwischen Juventus Turin und Dynamo Kiew endete 3:0.
Weitere Premieren als erste Schiedsrichterin beim Männerfußball waren ihre Einsätze in der UEFA Nations League (Malta gegen Lettland, September 2020) und in der WM-Qualifikation (Niederlande gegen Lettland, März 2021).
2022 wurde Frappart von der UEFA als Spielleiterin bei der Endrunde der Frauen-Europameisterschaft in England ausgewählt, zusammen mit Élodie Coppola und ihrer langjährigen Gespannkollegin Nicolosi. Bei der Männer-WM in Katar leitete sie mit dem Gruppenspiel zwischen Deutschland und Costa Rica als erste Frau in der Geschichte ein Endrundenspiel.
Im Januar 2023 wurde Frappart für die Weltmeisterschaft 2023 in Australien und Neuseeland nominiert, bei der sie vier Spiele leitete.
Sie wurde als eine von 13 Schiedsrichterinnen für die Europameisterschaft 2025 in der Schweiz nominiert. Frappart kam in vier Spielen als Hauptschiedsrichterin zum Einsatz, darunter im Finale zwischen England und Spanien.

## Einsätze bei Turnieren

### Weltmeisterschaft 2015
| Phase        | Datum         | Spielort | Heimmannschaft     | Gastmannschaft | Ergebnis  |
| ------------ | ------------- | -------- | ------------------ | -------------- | --------- |
| Gruppenphase | 12. Juni 2015 | Winnipeg | Australien         | Nigeria        | 2:0 (1:0) |
| Achtelfinale | 22. Juni 2015 | Edmonton | Vereinigte Staaten | Kolumbien      | 2:0 (0:0) |

### Europameisterschaft 2017
| Phase         | Datum         | Spielort | Heimmannschaft | Gastmannschaft | Ergebnis             |
| ------------- | ------------- | -------- | -------------- | -------------- | -------------------- |
| Gruppenphase  | 16. Juli 2017 | Utrecht  | Niederlande    | Norwegen       | 1:0 (0:0)            |
| Gruppenphase  | 21. Juli 2017 | Deventer | Schweden       | Russland       | 2:0 (1:0)            |
| Viertelfinale | 30. Juli 2017 | Tilburg  | Österreich     | Spanien        | 0:0 n. V., 5:3 i. E. |
| Halbfinale    | 3. Aug. 2017  | Enschede | Niederlande    | England        | 3:0 (1:0)            |

### Weltmeisterschaft 2019
| Phase         | Datum         | Spielort | Heimmannschaft     | Gastmannschaft | Ergebnis  |
| ------------- | ------------- | -------- | ------------------ | -------------- | --------- |
| Gruppenphase  | 10. Juni 2019 | Paris    | Argentinien        | Japan          | 0:0       |
| Gruppenphase  | 20. Juni 2019 | Reims    | Niederlande        | Kanada         | 2:1 (0:0) |
| Viertelfinale | 29. Juni 2019 | Rennes   | Deutschland        | Schweden       | 1:2 (1:1) |
| Finale        | 7. Juli 2019  | Lyon     | Vereinigte Staaten | Niederlande    | 2:0 (0:0) |

### Europameisterschaft 2022
| Phase         | Datum         | Spielort          | Heimmannschaft | Gastmannschaft | Ergebnis             |
| ------------- | ------------- | ----------------- | -------------- | -------------- | -------------------- |
| Gruppenphase  | 12. Juli 2022 | Brentford         | Deutschland    | Spanien        | 2:0 (2:0)            |
| Gruppenphase  | 17. Juli 2022 | Leigh             | Schweden       | Portugal       | 5:0 (3:0)            |
| Viertelfinale | 20. Juli 2022 | Brighton and Hove | England        | Spanien        | 2:1 n. V. (1:1, 0:0) |

### Weltmeisterschaft 2022 (Männer)
| Phase        | Datum        | Spielort | Heimmannschaft | Gastmannschaft | Ergebnis  |
| ------------ | ------------ | -------- | -------------- | -------------- | --------- |
| Gruppenphase | 1. Dez. 2022 | al-Chaur | Costa Rica     | Deutschland    | 2:4 (0:1) |

### Weltmeisterschaft 2023
| Phase         | Datum         | Spielort   | Heimmannschaft | Gastmannschaft     | Ergebnis             |
| ------------- | ------------- | ---------- | -------------- | ------------------ | -------------------- |
| Gruppenphase  | 25. Juli 2023 | Hamilton   | Schweiz        | Norwegen           | 0:0                  |
| Gruppenphase  | 31. Juli 2023 | Melbourne  | Kanada         | Australien         | 0:4 (0:2)            |
| Achtelfinale  | 6. Aug. 2023  | Melbourne  | Schweden       | Vereinigte Staaten | 0:0 n. V., 5:4 i. E. |
| Viertelfinale | 11. Aug. 2023 | Wellington | Spanien        | Niederlande        | 2:1 (0:0)            |

### Europameisterschaft 2025
| Phase         | Datum         | Spielort   | Heimmannschaft | Gastmannschaft | Ergebnis                        |
| ------------- | ------------- | ---------- | -------------- | -------------- | ------------------------------- |
| Gruppenphase  | 4. Juli 2025  | St. Gallen | Deutschland    | Polen          | 2:0 (0:0)                       |
| Gruppenphase  | 10. Juli 2025 | Genf       | Finnland       | Schweiz        | 1:1 (0:0)                       |
| Viertelfinale | 16. Juli 2025 | Genf       | Norwegen       | Italien        | 1:2 (0:0)                       |
| Finale        | 27. Juli 2025 | Basel      | England        | Spanien        | 1:1 n. V. (1:1, 0:1), 3:1 i. E. |

## Auszeichnungen
- fünffache Welt-Schiedsrichterin der Jahre 2019–2023 (IFFHS)